# Джеф Абът
Джеф Абът (на английски: Jeff Abbott) е американски писател на бестселъри в жанровете трилър и криминален роман. Издаден е в България и като Джеф Абот.

## Биография и творчество
Джеф Абът е роден на 12 август 1963 г. в Далас, Тексас, САЩ. Завършва Университета „Райс“ с бакалавърска степен по история и английски език.
След дипломирането си в периода 1991 – 1998 г. работи като мениджър по връзки с обществеността в IBM, Остин, Тексас. В периода 1998 – 1999 г. е директор по маркетинговите комуникации във „Vignette“, а в периода 2000 – 2003 г. е вицепрезидент и творчески директор в „NFusion“.
През 1997 г. се жени за фотографката Лесли Фокс. Имат двама сина.
Заедно с работата си пише криминална литература. Първоначално пише класическите детективски романи, преди да се обърне в последните години към трилъра.
Дебютният му криминален роман „Do Unto Others“ (Прави като другите) от поредицата „Джордан Потит“ е издаден през 1994 г.
През 2001 г. е издаден първият му роман „A Kiss Gone Bad“ от криминалната поредица с участието главния герой съдията Уит Мозли.
С романа „Паника“ се обръща към трилъра през 2005 г. В него Евън Кешър, популярен режисьор на документални филми, след убийството на майка си открива, че има измамно минало и изведнъж е преследван от зловещо общество от убийци.
От 2010 г. с трилъра „Адреналин“ започва експресивната си поредица „Сам Капра“. Сам е млад агент от отдела на ЦРУ в Лондон, който изненадващо се оказва в центъра на обвиненията за унищожаване на колегите си, отвличането на съпругата си и е преследван от свои и чужди, в надпревара с времето за откриване на истината, близките си и извършителите, които са го натопили.
През 2010–2011 г. заедно с още 25 прочути автори на криминални романи се събират, за да напишат заедно експресивния трилър „Няма покой за мъртвите“. Освен него участници са Джефри Дивър, Питър Джеймс, Сандра Браун, Тес Геритсън, Лайза Скоталайн, Реймънд Хури, Джон Лескроарт, и др., а световноизвестният Дейвид Балдачи изготвя предговора. Писателите влагат своята изобретателност, за да опишат превратната съдба на детектива Джон Нън, който се е справял перфектно в разследванията си. Но една-единствена грешка не му дава покой и последствията от нея го преследват с години.
Повтаряща се тема на неговите произведения е наличието, като главни герои, на обикновени хора, уловени в средата на опасни ситуации, и които след това се връщат към нормалния си живот.
Джеф Абът живее със семейството си в Остин, Тексас.

## Произведения

### Самостоятелни романи
- Panic (2005)
Паника, изд. „Пулсио“, София (2007), прев. Богдан Русев
- Fear (2006)
- Collision (2008) – издаден и като „Run“
- Trust Me (2009)
- No Rest for the Dead (2011) – с Джеф Линдзи, Лори Армстронг, Дейвид Балдачи, Диана Габалдон, Томас Кук, Джефри Дивър, Фей Келерман, Андрю Гъли, Ламия Гули, Питър Джеймс, Джудит Джанс, Тес Геритсън, Реймънд Хури, Джон Лескроарт, Филип Марголин, Гейл Линдс, Алегзандър Маккол Смит, Сандра Браун, Майкъл Палмър, T. Джеферсън Паркър, Матю Пърл, Кати Райкс, Маркъс Сейки, Джонатан Сантлоуфър, Лайза Скоталайн, Робърт Лоурънс Стайн и Марша Тали
Няма покой за мъртвите, изд.: ИК „Обсидиан“, София (2011), прев. Боян Дамянов

### Серия „Джордан Потит“ (Jordan Poteet)
1. Do Unto Others (1994)
2. The Only Good Yankee (1995)
3. Promises of Home (1996)
4. Distant Blood (1996)

### Серия „Уит Мозли“ (Whit Mosley)
1. A Kiss Gone Bad (2001)
2. Black Jack Point (2002)
3. Cut and Run (2003)

### Серия „Сам Капра“ (Sam Capra)
1. Adrenaline (2010)
Адреналин, изд.: ИК „Ера“, София (2011), прев. Юлия Чернева
2. Last Minute (2011)
9-те слънца, изд.: ИК „Ера“, София (2012), прев. Емилия Карастойчева
3. Downfall (2013)
4. The Inside Man (2014)
5. The First Order (2016)
6. Sam Capra's Last Chance (2012)

### Разкази
- „White Trash“ в „Magnolias and Mayhem“ (2000)
- „Salt on the Rim“ в „And the Dying is Easy“ (2001)
- „Bet on Re“ в „The Best American Mystery Stories 2004“ (2004)
- „A Few Small Repairs“ в „Mystery Writers of America Presents Death Do Us Part“ (2006)
- „Tender Mercies“ в „Damn Near Dead“ (2006)
- „Karma Hits Dogma“ в „Greatest Hits“ (2006)
- „Seize Your Future“ в „These Guns for Hire“ (2006)
- „Luise Fischer“ в „A Hell of a Woman“ (2007)
- „Safe and Sound“ в „Death’s Excellent Vacation“ (2010)
- „Human Intelligence“ в „Robot Uprisings“ (2014)